# Ophioconis permixta
Ophioconis permixta är en ormstjärneart som beskrevs av Jean Baptiste François René Koehler 1905. Ophioconis permixta ingår i släktet Ophioconis och familjen Ophiodermatidae. Inga underarter finns listade i Catalogue of Life.